# 사브리 라무시
사브리 라무시(프랑스어: Sabri Lamouchi, 1971년 11월 9일 리옹 ~ )는 프랑스의 전직 축구 선수 겸 현직 축구 감독이다. 현역 시절 미드필더로 활약하였다.

## 선수 경력

### 클럽 경력
라무시는 프랑스의 알레스에서 프로 경력을 시작하였다. 그는 이곳에서 활약하며 오세르에 인상을 심어 이적하여 4년을 활약하였다. 그는 모나코에서 활약하다가 이탈리아의 파르마가 그를 영입하였다. 비록 그는 평타의 시즌을 보냈으나, 그는 또다시 이적하여 이탈리아 거함인 인테르나치오날레로 이적하였다. 이 곳에서 부진한 활약을 펼친 그는 팀에서 자신의 자리를 확보하지 못하였다.
라무시는 제노아에서 한 시즌을 보내다가 이듬해에 마르세유로 임대 이적하였다. 2006년 1월, 임대 계약이 완전 이적 형태로 변경되었다. 그는 마르세유에서 6개월을 더 보냈고, 2006년 9월 18일에 2007년 6월까지 유효한 계약이 존재함에도 불구하고 클럽을 떠날 것을 선언하였다.
이후, 라무시는 카타르 리그의 알-라얀으로 이적하였고, 첫 경기에서 환상적인 골을 넣었다. 그다음 시즌, 그는 움-살랄로 이적하였다.
2009년 1월, 라무시는 알-카리티야트로 이적하였다.

### 국가대표팀 경력
라무시는 프랑스 국가대표팀 일원으로 12경기 출장하였고, 1득점을 기록하였다. 그는 1996년에 데뷔하여 같은 해에 UEFA 유로 1996에서 프랑스 국가대표로 참가하였다. 그는 모국에서 열리는 1998년 FIFA 월드컵에 참가할 프랑스의 28인 예비 엔트리에 포함되었었다. 그는 에메 자케 감독에 의해 본선을 앞두고 최종 엔트리에 탈락한 6명의 선수들 중 한명이 되었다. 프랑스는 이 대회에서 우승을 거두어 국가적 영웅이 되었다.

## 감독 경력
2012년 5월, 그는 코트디부아르 국가대표팀 사령탑을 맡으면서 감독직을 시작하였다. 코끼리 군단은 2014년 FIFA 월드컵 본선에 진출한 23번째 팀으로 아프리카에서 가장 먼저 확정지었고, 일본과의 조별 리그 1차전은 2-1 역전승을 거두며 시작하였다. 이후 조 최강팀인 콜롬비아에게 1-2로 패하였다. 그가 코트디부아르 감독으로 임한 마지막 경기인 그리스전에서, 그의 팀은 1-2로 패하면서 FIFA 월드컵에서 탈락하였다. 이 팀은 야야 투레, 제르비뉴, 윌프리드 보니, 그리고 디디에 드로그바의 스타 플레이어를 보유하고 있었다. 라무시는 코끼리 군단이 대회에서 탈락하자 감독직에서 사임하였다.

## 사생활
사브리 라무시는 모나코 연고의 국제 단체인 피스 앤 스포츠가 출범한 54인의 유명한 엘리트 선수로 구성되어 스포츠로 세계 평화에 기여하는 '평화의 챔피언' 클럽의 회원이다.

## 수상
오세르
- 리그 1: 1995-96
- 쿠프 드 프랑스: 1995-96

모나코
- 리그 1: 1999-2000

파르마
- 코파 이탈리아: 2001-02